# Едгартаун
Едгартаун (англ. Edgartown) — місто (англ. town) в США, в окрузі Дюкс штату Массачусетс. Населення — 5168 осіб (2020).

## Клімат
Місто знаходиться у зоні, котра характеризується вологим субтропічним кліматом. Найтепліший місяць — липень із середньою температурою 21.3 °C (70.3 °F). Найхолодніший місяць — січень, із середньою температурою -0.8 °С (30.6 °F).
| Клімат Едгартауна       | Клімат Едгартауна | Клімат Едгартауна | Клімат Едгартауна | Клімат Едгартауна | Клімат Едгартауна | Клімат Едгартауна | Клімат Едгартауна | Клімат Едгартауна | Клімат Едгартауна | Клімат Едгартауна | Клімат Едгартауна | Клімат Едгартауна | Клімат Едгартауна |
| Показник                | Січ.              | Лют.              | Бер.              | Квіт.             | Трав.             | Черв.             | Лип.              | Серп.             | Вер.              | Жовт.             | Лист.             | Груд.             | Рік               |
| Абсолютний максимум, °C | 18,3              | 17,8              | 26,1              | 32,2              | 32,8              | 33,9              | 35                | 37,2              | 33,3              | 31,1              | 23,3              | 19,4              | 37,2              |
| Середній максимум, °C   | 3,8               | 4,2               | 7,4               | 12,3              | 17,6              | 22,6              | 25,9              | 25,7              | 22,4              | 17,3              | 11,9              | 6,3               | 14,8              |
| Середня температура, °C | −0,8              | −0,4              | 3                 | 7,7               | 12,8              | 17,8              | 21,3              | 21                | 17,6              | 12,4              | 7,4               | 1,8               | 10,1              |
| Середній мінімум, °C    | −5,3              | −5,1              | −1,5              | 3,1               | 7,9               | 13,2              | 16,6              | 16,3              | 12,8              | 7,4               | 2,9               | −2,8              | 5,4               |
| Абсолютний мінімум, °C  | −21,1             | −22,8             | −21,7             | −11,1             | −2,2              | 2,8               | 7,2               | 5                 | 0                 | −17,8             | −10               | −20,6             | −22,8             |
| Норма опадів, мм        | 98                | 90                | 112               | 107               | 97                | 81                | 72                | 104               | 91                | 96                | 110               | 110               | 1168              |
| Днів з опадами          | 12                | 10                | 11                | 12                | 12                | 10                | 8                 | 9                 | 9                 | 10                | 12                | 12                | 127               |
| Днів зі снігом          | 3,2               | 2,6               | 1,9               | 0,2               | 0                 | 0                 | 0                 | 0                 | 0                 | 0                 | 0,2               | 1,6               | 9,7               |
| ----------------------- | ----------------- | ----------------- | ----------------- | ----------------- | ----------------- | ----------------- | ----------------- | ----------------- | ----------------- | ----------------- | ----------------- | ----------------- | ----------------- |
| Джерело: Weatherbase    |                   |                   |                   |                   |                   |                   |                   |                   |                   |                   |                   |                   |                   |

## Демографія
Згідно з переписом 2010 року, у місті мешкало 4067 осіб у 1794 домогосподарствах у складі 1074 родин. Було 5220 помешкань
Расовий склад населення:
| - 88,3 % — білих - 2,5 % — чорних або афроамериканців - 0,6 % — азіатів - 0,5 % — корінних американців - 0,1 % — вихідців з тихоокеанських островів - 5,5 % — осіб інших рас |

До двох чи більше рас належало 2,6 %. Частка іспаномовних становила 2,4 % від усіх жителів.
За віковим діапазоном населення розподілялося таким чином: 19,7 % — особи молодші 18 років, 65,0 % — особи у віці 18—64 років, 15,3 % — особи у віці 65 років та старші. Медіана віку мешканця становила 44,8 року. На 100 осіб жіночої статі у місті припадало 105,9 чоловіків;  на 100 жінок у віці від 18 років та старших — 106,7 чоловіків також старших 18 років.
Середній дохід на одне домашнє господарство  становив 125 296 доларів США (медіана — 75 404), а середній дохід на одну сім'ю — 150 951 долар (медіана — 100 357). Медіана доходів становила 60 956 доларів для чоловіків та 51 378 доларів для жінок. За межею бідності перебувало 5,1 % осіб, у тому числі 7,6 % дітей у віці до 18 років та 11,9 % осіб у віці 65 років та старших.
Цивільне працевлаштоване населення становило 2314 осіб. Основні галузі зайнятості: науковці, спеціалісти, менеджери — 16,8 %, освіта, охорона здоров'я та соціальна допомога — 14,7 %, мистецтво, розваги та відпочинок — 12,8 %.